# Контрольна смуга
Контрольна смуга — радянський художній фільм 1980 року, знятий на кіностудії «Таджикфільм».

## Сюжет
При спробі перейти державний кордон СРСР був затриманий резидент однієї із західних розвідок, який наклав на себе руки, він хотів винести з радянської території фотоплівку, відзняту на одному з оборонних об'єктів. З-за кордону посилають за дублікатом плівки внучку одного з найближчих сподвижників ватажка басмачів Ібрагімбека, яка успадкувала від діда люту ненависть до Радянської країни, і сина людини, яка продала Батьківщину в роки війни…

## У ролях
- Олег Штефанко — рядовий Рудзік
- Сергій Чернядьєв — сержант Васильєв
- Георгій Дарчіашвілі — єфрейтор Чіладзе
- Каріне Арменянц — Магда
- Михайло Чигарьов — Еміль
- Махамадалі Мухамадієв — Абдулло
- Хабібулло Абдуразаков — Саттар-ака
- Курбан Шаріпов — епізод
- Анвар Тураєв — епізод
- Юрій Горобець — епізод
- Гурміндж Завкібеков — епізод
- Валерій Фідаров — епізод
- Олев Ескола — Крамер
- Алі Мухаммад — епізод
- Ато Мухамеджанов — епізод
- Нозукмо Шомансурова — епізод
- Абдусалом Рахімов — епізод
- Саїда Турсунова — епізод
- Тимур Азізбаєв — епізод
- Джамал Садріддінов — епізод
- Віктор Лазарев — епізод

## Знімальна група
- Режисер — Юсуф Азізбаєв
- Сценаристи — Олександр Антокольський, Абдусалом Гафаров
- Оператор — Ростислав Пірумов
- Композитор — Валентин Спаський
- Художник — Володимир Мякота